# Miguel Gutiérrez (Fußballspieler, 2001)
Miguel Gutiérrez Ortega (* 27. Juli 2001 in Madrid) ist ein spanischer Fußballspieler, der aktuell für die SSC Neapel spielt.

## Karriere

### Vereine
Der in Madrid geborene Gutiérrez begann bei ADYC Pinto mit dem Fußballspielen und wechselte über den FC Getafe 2011 in die Jugendmannschaft von Real Madrid. Bereits als Jugendspieler weckte er das Interesse von anderen großen Vereinen. Im Juli 2017 interessierte sich der seinerzeitige Trainer von Manchester United, José Mourinho, für den Spieler, aber der 16-Jährige entschied sich schließlich dafür bei Real Madrid zu bleiben. Am 21. November 2017 gab er beim 3:0-Sieg im Auswärtsspiel gegen die U19-Mannschaft von APOEL Nikosia sein Debüt in der UEFA Youth League für Real Madrid. Dem Team gelang der Einzug ins Viertelfinale, jedoch kam Gutiérrez nur in zwei Spielen der Gruppenphase zum Einsatz. In der Spielzeit 2018/19 erreichte die Mannschaft erneut das Viertelfinale, scheiterte jedoch an der TSG 1899 Hoffenheim. Gutiérrez bestritt vier Spiele, in denen er ein Tor erzielte.
Im Sommer 2019 wurde er nach der Verletzung von Neuzugang Ferland Mendy von Trainer Zinédine Zidane zur Teilnahme am Turnier um den Audi Cup in die erste Mannschaft befördert. Er war der erste Spieler des Jahrgangs 2001 aus dem Nachwuchsleistungszentrum, dem dies widerfahren ist. Über die Saison saß er in drei Spielen auf der Bank für die erste Mannschaft in der Primera División. Mit der U19-Mannschaft wurde er Gruppenerster in der Youth League. In fünf Spielen führte er die Mannschaft als Spielführer aufs Spielfeld. Der Mannschaft gelang der Einzug ins Finale, in dem sie mit 3:2 gegen Benfica Lissabon gewann; Gutiérrez steuerte ein Tor bei. In der Spielzeit stand er in zehn Youth-League-Spielen auf dem Platz und traf viermal. Am 18. Oktober 2020 debütierte er für Real Madrid Castilla, der Zweitvertretung von Real Madrid, beim 2:1-Sieg im Auswärtsspiel gegen Las Rozas CF in der Segunda División B. Für die Mannschaft bestritt er in der Saison 2020/21 fünfzehn Punktspiele, in denen er ein Tor erzielte. Am 21. April 2021 gab er sein Debüt für die erste Mannschaft beim 3:0-Sieg im Auswärtsspiel gegen den FC Cádiz in der Primera División, als er in der 74. Minute für Marcelo eingewechselt wurde. Bis zum Saisonende kam er sechsmal für die erste Mannschaft zum Einsatz. Zudem gehörte er dem Champions-League-Kader von Real Madrid an, kam jedoch nicht zum Einsatz. 2021 wurde er für den Golden Boy nominiert. 2022 schloss er sich dem FC Girona an.
Im August 2025 wechselte er zur SSC Neapel und unterschrieb dort einen Vertrag bis 2030.

### Nationalmannschaft
Gutiérrez nahm mit der U17-Nationalmannschaft an der Europameisterschaft 2018 teil, erreichte das Viertelfinale, in dem er mit seiner Mannschaft jedoch an der belgischen Mannschaft scheiterte. Er bestritt vier Turnierspiele und erzielte ein Tor. Für die U19-Nationalmannschaft gehörte er dem Kader für die U19-Europameisterschaft 2019 an, die den Titel gewinnen konnte. Er kam jedoch auf nur einen Kurzeinsatz in der Gruppenphase. Für die U21-Nationalmannschaft debütierte er am 12. Oktober 2021 im vierten Spiel der EM-Qualifikationsgruppe 3 beim 3:0-Sieg über die U21-Nationalmannschaft Nordirlands in Sevilla. Sein bislang letztes Länderspiel in dieser Altersklasse bestritt er am 13. Juni 2023 in Las Rozas de Madrid beim 1:1-Unentschieden gegen die Nationalmannschaft Mexikos.

## Erfolge
Spanien
- Olympiasieger: 2024
- U19-Europameister 2019

Real Madrid
- Champions-League-Sieger: 2022
- Spanischer Meister: 2022
- UEFA-Youth-League-Sieger: 2020